# Салеш (Верхняя Гаронна)
Сале́ш (фр. Saleich, окс. Saleish) — коммуна во Франции, находится в регионе Юг — Пиренеи. Департамент — Верхняя Гаронна. Входит в состав кантона Сали-дю-Салат. Округ коммуны — Сен-Годенс.
Код INSEE коммуны — 31521.

## География
Коммуна расположена приблизительно в 660 км к югу от Парижа, в 75 км к юго-западу от Тулузы.

## Климат
Климат умеренно-океанический. Зима мягкая и снежная, весна характеризуется сильными дождями и грозами, лето сухое и жаркое, осень солнечная. Преобладают сильные юго-восточные и северо-западные ветры.

## Население
Население коммуны на 2010 год составляло 370 человек.
| 1962 | 1968 | 1975 | 1982 | 1990 | 1999 | 2010 |
| ---- | ---- | ---- | ---- | ---- | ---- | ---- |
| 398  | 382  | 342  | 316  | 357  | 361  | 370  |

## Администрация
| Период | Период | Фамилия     | Партия | Примечания |
| ------ | ------ | ----------- | ------ | ---------- |
| 2001   | 2008   | Оливье Шобе |        |            |
| 2008   | 2014   | Жан Кант    |        |            |
| 2014   | 2020   | Жиль Жюнке  |        |            |

## Экономика
В 2010 году среди 216 человек трудоспособного возраста (15—64 лет) 161 были экономически активными, 55 — неактивными (показатель активности — 74,5 %, в 1999 году было 72,8 %). Из 161 активных жителей работали 138 человек (76 мужчин и 62 женщины), безработных было 23 (12 мужчин и 11 женщин). Среди 55 неактивных 16 человек были учениками или студентами, 21 — пенсионерами, 18 были неактивными по другим причинам.

## Достопримечательности
- Церковь Сен-Пе (XVI век). Исторический памятник с 1926 года[4]
- Часовня Нотр-Дам
- Замок Эстерер (XII век)